# One Cab’s Family
«One Cab’s Family» (Таксомоторная семья) — короткометражный мультипликационный комедийный фильм, выпущенный в 1952 году компанией Metro-Goldwyn-Mayer. Режиссёр Текс Эвери, продюсер Фред Куимби, сценарист Рич Хоган, мультипликаторы: Грант Симмонс, Майкл Ла, Уолтер Клинтон, композитор Скотт Брэдли.

## Сюжет
Главными действующими лицами фильма являются разумные человекообразные автомобили. Фильм рассказывает про экипаж такси, в семье которого появляется сын (маленький автомобильчик, также такси). Новорождённый требует ухода, в котором чётко просматриваются аналогии с уходом за человеческим ребёнком: его поят подогретым моторным маслом, у него режутся свечи, он учится делать первые шаги и говорить. Родители хотят, чтобы их сын пошёл по стопам отца и работал в такси, в то время как сын мечтает стать гоночным автомобилем (что воспринимается родителями как глупость).
Поставив себе корпус гоночного автомобиля и мощный мотор (а также прикрепив к антенне лисий хвост и установив две выхлопные трубы), сын сбегает из дома и отправляется гонять по пригородным дорогам. Отец пускается в погоню, но у него быстро заканчивается бензин и он застревает на железнодорожном переезде именно в тот момент, когда приближается поезд. Сын с риском для жизни спасает отца, попадает под состав и оказывается в аварийном ремонте. Вышедший к отцу механик сообщает, что несмотря на тяжёлое состояние ребёнок выкарабкается, и спрашивает, какой корпус тот хотел бы поставить своему сыну: гоночного автомобиля или экипажа такси.
Отец предоставляет сыну право самостоятельного выбора, и тот выбирает корпус такси, однако оставив при этом мощный спортивный двигатель.